# Chantemerle-lès-Grignan
Chantemerle-lès-Grignan – miejscowość i gmina we Francji, w regionie Owernia-Rodan-Alpy, w departamencie Drôme.
Według danych na rok 1990 gminę zamieszkiwało 180 osób, a gęstość zaludnienia wynosiła 18 osób/km² (wśród 2880 gmin regionu Rodan-Alpy Chantemerle-lès-Grignan plasuje się na 1446. miejscu pod względem liczby ludności, natomiast pod względem powierzchni na miejscu 1121.).